# Welcome to Paradox
Welcome to Paradox est une série télévisée américaine et canadienne en treize épisodes de 42 minutes créée par Mikael Salomon et Kevin Kerslake, diffusée du 17 août 1998 au 9 novembre 1998 sur Sci Fi Channel.
Cette série est inédite dans les pays francophones.

## Synopsis
Betaville est une ville utopique, imaginaire du futur. Mais c'est la technologie et la réalité virtuelle qui dominent la vie des habitants.

## Distribution
- Michael Philip : Présentateur
- Steven Bauer : Détective Angel Cardenas
- Conan Graham : Garde
- Suzy Joachim : Virgin Mary holograph
- Brandy Ledford : Sergent Darcy
- Nicole Oliver :
- Roma Maffia : Barbara Cloak
- Robert Wisden :
- Leanne Adachi : Waitress
- Colin Banner : Inmate
- Jennifer Clement : Inspecteur Sarah Klein
- Deryl Hayes : Docteur
- Terry Howson : Big Man
- Ice-T : Revell
- Shaun Johnston :
- Blu Mankuma : Franklin
- Stephen E. Miller : Warden
- Ian Tracey : Cole
- A Martinez : Rasheed Kay
- Claudette Mink
- Brennan Elliott
- Harmoni Everett : Crease
- Samantha Ferris : Woman Executive
- Adam Harrington : Davey
- Megan Leitch : P. Burke
- Hrothgar Mathews : Joe
- Gerard Plunkett : Carbondale
- Tobias Raineri : Soap Star
- Peter Stebbings : Paul
- John Tench : Directeur
- Ingrid Tesch : Psychomed Nurse
- Nicholle Tom : Delphi B.
- Dean Barrett : Reporter #1
- Stacee Copeland : Invité
- Garry Davey : Dr. Caver
- Mark Holden : Clerk
- Alison Matthews : Agent
- Eileen Pedde : Reporter #2
- Justine Priestley : Sarah Dale
- Tanya Reid : Reporter #3
- Rodney Rowland : Daniel Grey/ C7
- Peter Williams : Dr. Ben Polaris
- Gerald Wong : Garde du corps
- Mayim Bialik : Rita
- Peter Graham-Gaudreau : Le père de Jane
- Gabrielle Miller : Jane
- Zachary Ansley : Obsic
- Gillian Carfra : Machine Shop Instructor
- Kendall Cross : Class Instructor
- Anaya Farrell : Dean
- Robert Gauvin : Soldat
- Woody Jeffreys : Dorm Monitor Droid
- Rebecca Nygard
- Channon Roe : Hemeac
- Claudette Carracedo : Rwanda
- Bernie Coulson : Frank Daskin
- Brendan Fletcher : Rudy
- Alice Poon : Claire Brazil
- Henry Rollins : Dr. Ovid Brazil
- Sarah Strange : Dr. Newman
- Michael Sunczyk : William Steele
- Mackenzie Gray : Ardley Mendoza
- Alice Krige : Aura Mendoza
- Monika Schnarre : Bio-Rob: Dorothy Duncan
- Ken Tremblett : Mr. Wen
- Peter Wilds : Jean Paul
- D. Harlan Cutshall : Bartender
- Edward Diaz : Receptioniste
- Justin Lazard (en) : Leo Lawson
- Chris Logan : Dr. Marion Charles
- Cyndi Mason : Janice
- Robert Moloney : Jules Lawson
- Veena Sood : Faith
- Nancy Sorel : Cleo Lawson
- Jill Teed : Nora
- Jennifer Copping : Petite amie de Q.M.
- Rachel Hayward : Megan Galloway
- William McNamara : Q.M.
- Mikela J. Mikael : Une fille
- Klodyne Rodney : Coco
- Alex Zahara : Malcolm
- Dana Ashbrook : Federal Police Marshal Stu Clemens
- Leigh Cronish : Attendant
- Ray Galletti : Earl
- Jennie Rebecca Hogan : Marshal Shield
- Rhonda Legge : A10 (voix)
- Brad Loree : Otterson
- Sean Day Michael : Gridface
- Jorge Montesi : Capitaine Kepling
- Michael Nemirsky : Sheldon Kruger
- Rebecca Reichert : Diane Marmon

## Épisodes
1. titre français inconnu (Our Lady of the Machine), de Clark Johnson, histoire d'Alan Dean Foster
2. titre français inconnu (Research Alpha), de Charles Wilkinson, histoire d'A. E. van Vogt
3. titre français inconnu (The Winner), de Charles Wilkinson, histoire de Donald E. Westlake
4. titre français inconnu (News from D Street), de Guy Magar, histoire d'Andrew Weiner
5. titre français inconnu (The Girl Who Was Plugged In), de Jorge Montesi, histoire de James Tiptree, Jr.
6. titre français inconnu (The Extra), de Rod Pridy, histoire de Greg Egan
7. titre français inconnu (Alien Jane), de Jorge Montesi, histoire de Kelley Eskridge (en)
8. titre français inconnu (Hemeac), de Paul Ziller, histoire d'E.G. Von Wald
9. titre français inconnu (All Our Sins Forgotten), de Bruce McDonald, histoire de David Ira Cleary, Miguel Tejada-Flores
10. titre français inconnu (Acute Triangle), de Jorge Montesi, histoire d'Rob Chilson
11. titre français inconnu (Options), de John Greyson, histoire de John Varley
12. titre français inconnu (Blue Champagne Resort), de John Greyson, histoire de John Varley
13. titre français inconnu (Into the Shop), de Jorge Montesi, histoire de Ron Goulart